# Mo`ezzabad-e Jaberi
Mo'ezzābād-e Jabrī (farsi معزآباد جابری) è una città dello shahrestān di Shiraz, circoscrizione Karbal, nella provincia di Fars, in Iran. Aveva, nel 2006, una popolazione di 5.654 abitanti.